# مقاطعة ديلا
مقاطعة ديلا (بالصومالية: Degmada Dilla)‏ إحدى مقاطعات محافظة أودال شمال غرب أرض الصومال، عاصمتها مدينة ديلا.

## التركيبة السكانية
يستوطن المقاطعة عشائر صومالية أبرزها محمود نور، المنحدرة من مكاهيل من جادابورسي.